# Johannes Cassianus

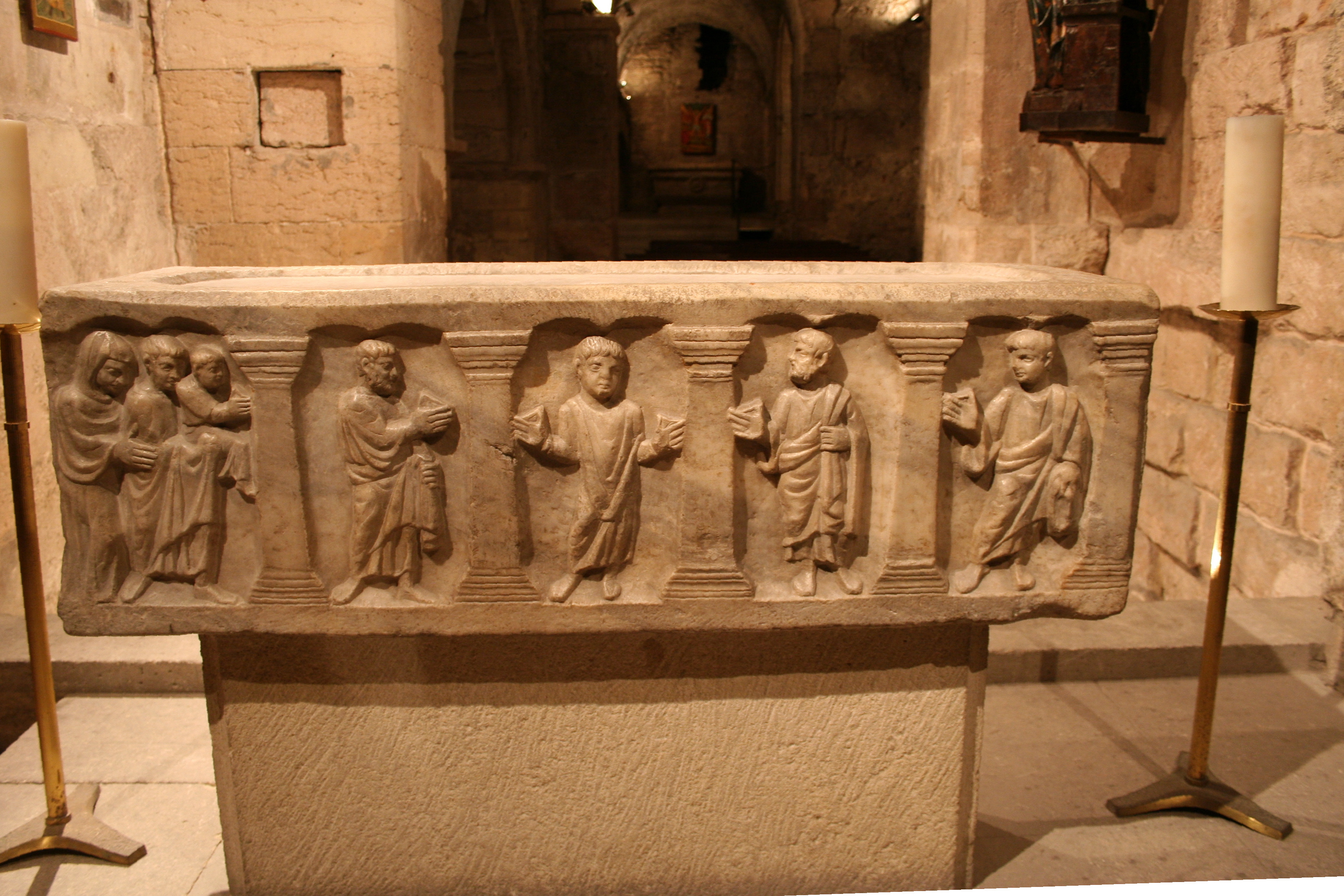
Johannes Cassianus szarkofágja a marseille-i Szent Viktor apátság kriptájában

Johannes Cassianus, esetenként Cassianus (latin: Ioannes Eremita Cassianus, Ioannus Cassianus vagy Ioannes Massiliensis); olykor – bár hivatalosan nem kanonizálták – egyházi nevén Cassianus Szent János (360 körül, Gallia? – 435. július 23., Massilia) szerzetes, egyházi író.

## Élete
Vita tárgya Cassianus születési helye. Származására nézve a két legelfogadottabb nézet: Dobrudzsa vagy Dél-Gallia. Jómódú családban született, amint ezt nevelése, széles körű műveltsége tanúsítja. 18 éves kora körül indult szerzetesi tanulmányútra Keletre, és néhány évig Bethlehem monostorában élt. Itt kötött barátságot az ugyancsak fiatal Germanus szerzetessel.
385 körül a bethlehemi apát engedélyével, s azzal a feltétellel, hogy visszatérnek, és elmesélik a "szentek tudományát", Egyiptomba zarándokoltak. A szent életű Pinuphiosz apát alatt 7–8 évet tartózkodtak Théba vidékén egy anachoréta telepen, majd visszatértek Bethlehembe.
Másodszor 392 körül jártak Egyiptomban, ezúttal végiglátogatták az anachoréta és cenobita telepeket és a sivatagi atyákat Thébában, Szkétiszben, Kelliában és Nitriában. Az egyiptomiakat megosztó órigenista viták hagyták el Egyiptomot, és Konstantinápolyba mentek. Itt Aranyszájú Szent János püspök Germanust pappá, Cassianust diakónussá szentelte. Amikor Aranyszájú Szent Jánost az alexandriai Theophilosz áskálódásai miatt 404-ben száműzték, Cassianus és Germanus Rómába ment kieszközölni a püspök védelmét I. Ince pápától.
Ezek után nem ismert, hogy visszamentek volna még egyszer keletre, és a források nem beszélnek többet magáról Germanusról sem. Cassianus valószínűleg Rómában töltötte el több évet, majd 415 körül Massiliába ment, ahol a város püspökének kérésére cenobita közösséget (egy férfi és egy női monostort) hozott létre. Haláláig itt élt szigorú aszkézisben, és megírta a keleti szerzetességről szóló klasszikus műveit. Valószínűleg 435-ben érhette a halál.
Művei nagy hatást gyakoroltak Lérins, Tours és Aquitánia monostorainak életére. Nursiai Szent Benedek Regulájában javasolja Cassianus műveinek olvasását, de hatott Cassiodorusra, Nagy Szent Gergelyre, Arles-i Szent Caesariusra, és Szent Kolumbánra. Ruspei Szent Fulgentius elsősorban Cassianus írásainak formai szépségét dicsérte. Elsősorban Cassianus érdeme, hogy a középkori keresztény Európa jól ismerte a keleti szerzetesség kincseit.
Cassianus maga sokat merít Evagriosz Pontikosz aszkétikus írásaiból, de Órigenész teológiájából is. Véleménye szerint a Krisztus követésben az aszkézis által lehet feljebb jutni a tökéletesség fokain, egészen az Istennel való egyesülésig. Kétféle életet különböztet meg: a vita actualis a keresztény erények gyakorlását, a szív megtisztítását foglalja magában. Ezt a kezdők útszakaszának tartja. A spiritualis scientia a szemlélődő élet jellemzője, mely az Isten jelenlétének állandó megtapasztalását jelenti a tiszta ima állapotában. Cassianus ezt az anachoréták és a szerzetesek életformájának tartja.

## Írásai
Cassianus monasztikus tapasztalatait és saját lelki tanítását a 426 előtt megírt De institutis coenobiorum et de octo principalium vitiorum remediis (A keleti szerzetesek szabályai) című művének 12 könyvében foglalta össze. A mű Castor apti püspök által alapított új monostor számára készült.
426 és 429 között született meg a Conlationes Patrum (Az egyiptomi szerzetesek tanítása) 24 könyve. Ezt a művet Szent Honoratusnak, a Lérins-i monostor alapítójának szánta Cassianus. Ismeretes Regulája is, mely a keleti szerzetesség szigorát próbálta alkalmazni Nyugaton.

## Művei magyarul
- De institutis coenobiorum et de octo principalium vitiorum remediis libri XII.; ford. Simon Árkád, előszó Kákosy László; ELTE, Bp., 1980 (Az Eötvös Loránd Tudományegyetem ókori történeti tanszékeinek kiadványai)
- Johannes Cassianus: Az egyiptomi szerzetesek tanítása. (Collationes Patrum.) 1–2. kötet. Ford. Simon Árkád. Pannonhalma–Tihany, Magyar Bencés Kongregáció, 1998.
- Johannes Cassianus: A keleti szerzetesek szabályai. (De Institutis coenobiorum.) Ford. Simon Árkád. Pannonhalma–Tihany, Magyar Bencés Kongregáció, 1998.
- régebbi válogatás műveiből: A szerzetes intézményről (15-33. o.), Szent beszélgetések (34-72. o.) Archiválva 2018. szeptember 5-i dátummal a Wayback Machine-ben In: Az első remeték és szerzetesek világából, Szent István Társulat, Budapest, é. n. [1940-es évek]